# Liste des drapeaux des États et territoires des États-Unis

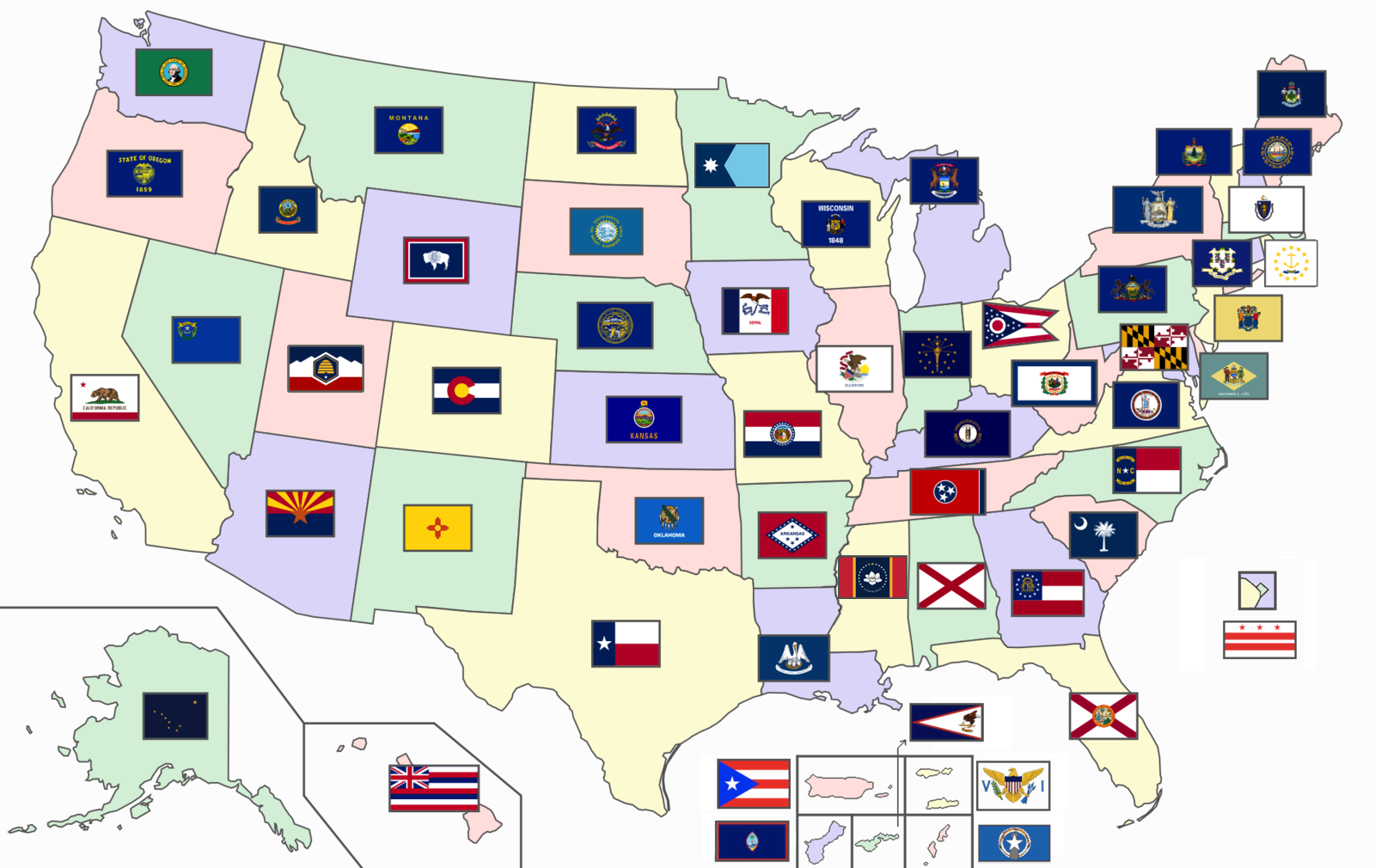
Carte des États des États-Unis avec leur drapeau.

Cet article fait état des drapeaux des cinquante États, des cinq territoires et de celui du district fédéral des États-Unis.
Chaque État ou territoire des États-Unis ainsi que le district de Columbia (Washington D.C.) possède son propre drapeau officiel. Ces drapeaux présentent une variété d'influences régionales et peuvent être marqués par l'histoire locales, ainsi que des styles et des designs différents. Cependant, une majorité de drapeaux d'état américain partage le même modèle avec le sceau de l'État en surimpression d'un fond monochrome, souvent bleu. Plusieurs états ont également leur nom écrit en toute lettres sur leur drapeau.
Les derniers changements de drapeau sont ceux du Mississippi (2020) et du Minnesota (2024). Et pour un territoire, celui des Îles Mariannes du Nord (1er juillet 1985).

## Histoire
Les drapeaux modernes des États américains datent de la fin du XIXe et début du XXe siècle, lorsque de nombreux États voulurent avoir un symbole distinctif lors de l'Exposition universelle de 1893 à Chicago. La plupart des drapeaux d’États américains ont été conçus et adoptés entre 1893 et la Première Guerre mondiale.
L'Association nord-américaine de vexillologie réalise en 2001 un sondage avec le classement des drapeaux des États américains, territoires américains ou provinces canadiennes. Le classement se base sur les principes de conception par l'association : le drapeau doit être simple, distinctif et éviter d'afficher des inscriptions ou des sceaux. La moitié des États américains ont ainsi un drapeau qui représente leur sceau sur un fond monochrome. Le sondage déclare que le Nouveau-Mexique possède le drapeau le mieux conçu de tous les tandis que le drapeau de l'État de Géorgie était considéré comme le pire (après des polémiques, la Géorgie a adopté un nouveau drapeau en 2003), le drapeau du Nebraska, dont le dessin avait été jugé le deuxième plus mauvais, reste utilisé à ce jour).

## Drapeaux des 50 États des États-Unis
Par ordre alphabétique :

Drapeau de l'Alabama
Drapeau de l'Alaska
Drapeau de l'Arizona
Drapeau de l'Arkansas
Drapeau de la Californie
Drapeau de la Caroline du Nord
Drapeau de la Caroline du Sud
Drapeau du Colorado
Drapeau du Connecticut
Drapeau du Dakota du Nord
Drapeau du Dakota du Sud
Drapeau du Delaware
Drapeau de la Floride
Drapeau de la Géorgie
Drapeau de l’archipel d’Hawaï
Drapeau de l'Idaho
Drapeau de l'Illinois
Drapeau de l'Indiana
Drapeau de l'Iowa
Drapeau du Kansas
Drapeau du Kentucky
Drapeau de la Louisiane
Drapeau du Maine
Drapeau du Maryland
Drapeau du Massachusetts
Drapeau du Michigan
Drapeau du Minnesota
Drapeau du Mississippi
Drapeau du Missouri
Drapeau du Montana
Drapeau du Nebraska
Drapeau du Nevada
Drapeau du New Hampshire
Drapeau du New Jersey
Drapeau de l'État de New York
Drapeau du Nouveau-Mexique
Drapeau de l'Ohio
Drapeau de l'Oklahoma
Drapeau de l'Oregon
Drapeau de la Pennsylvanie
Drapeau de Rhode Island
Drapeau du Tennessee
Drapeau du Texas
Drapeau de l'Utah
Drapeau du Vermont
Drapeau de la Virginie
Drapeau de la Virginie-Occidentale
Drapeau de l'État de Washington
Drapeau du Wisconsin
Drapeau du Wyoming

## Drapeau du district fédéral

Drapeau de Washington (district de Columbia)

## Drapeaux des territoires non incorporés

Drapeau de Guam
Drapeau des Îles Mariannes du Nord
Drapeau des Îles Vierges
Drapeau de Porto Rico
Drapeau des Samoa américaines

## Drapeaux historiques

### Anciens drapeaux officiels
Par ordre alphabétique et chronologique :

Arkansas (1913-1923)
Arkansas (1923-1924)
Arkansas (1924-2011)
Caroline du Sud (1861-1910)
Caroline du Sud (1910-1940)
Colorado (1907-1911)
Dakota du Sud (1909-1963)
Dakota du Sud (1963-1992)
Géorgie (1879-1902)
Géorgie (1902-1906)
Géorgie (1906-1920)
Géorgie (1920-1956)
Géorgie (1956-2001)
Géorgie (2001-2003)
Louisiane (1861-1865)
Louisiane (1912-2006)
Louisiane (2006-2010)
Maine (1901-1909)
Minnesota (1893)
Minnesota (1893-1957)
Minnesota (1957-1983)
Minnesota (1983-2024)
Mississippi (1894-1996)
Mississippi (1996-2001)
Mississippi (2001-2020)
Montana (1905-1981)
Nevada (1905-1915)
Nevada (1929-1991)
New York (1896-1901)
Oklahoma (1911-1925)
Oklahoma (1925-1941)
Oklahoma (1941-1988)
Oklahoma (1988-2006)
Rhode Island (1877-1882)
Rhode Island (1882-1897)
Texas (1835-1839)
Texas (1839-1879)
Utah (1903-1904)
Utah (1904-1911)
Utah (1911-1913)
Utah (1922-2011)
Utah (2011-2024)
Vermont (1804-1837)
Vermont (1837-1923)
Virginie-Occidentale (1905-1907)
Washington (1923-1967)
Wisconsin (1913-1981)

### Drapeaux commémoratifs
Par ordre alphabétique et chronologique :

125 ans de l'Utah (2021)